# Kalkstet
Als kalkstet (kalkhold) bezeichnet man die Eigenschaft mancher Pflanzen, die für ein normales Wachstum kalkhaltigen Boden, also eine gewisse Kalziumkarbonat-Konzentration des aufgenommenen Wassers, benötigen.
In diesem Zusammenhang müssen auch die Eigenschaften kalkliebender und kalkmeidender (kalkfliehender) Pflanzenarten erwähnt werden:
- Kalkliebende Arten ziehen Kalkboden einer anderen Unterlage vor.
- Kalkmeidende Arten werden durch eine hohe Kalk-Konzentration an ihrer Entwicklung gehindert. Meistens benötigen diese Pflanzen generell einen sauren Boden.

Kalkstet muss immer im Zusammenhang mit der Region gesehen werden: Hier gilt, dass Pflanzen, die im Norden als kalkstet bezeichnet werden, im Süden durchaus auf nicht kalkhaltigen Böden gedeihen, da hier sonst gute Bedingungen existieren.
In Finnland wird zum Beispiel die Gemeine Esche (Fraxinus excelsior) oder der Bach-Ehrenpreis (Veronica beccabunga) als kalkstet angesehen, man findet sie jedoch schon in der Schweiz auch auf kalkfreiem Gebiet.